# Qiang (lanza)

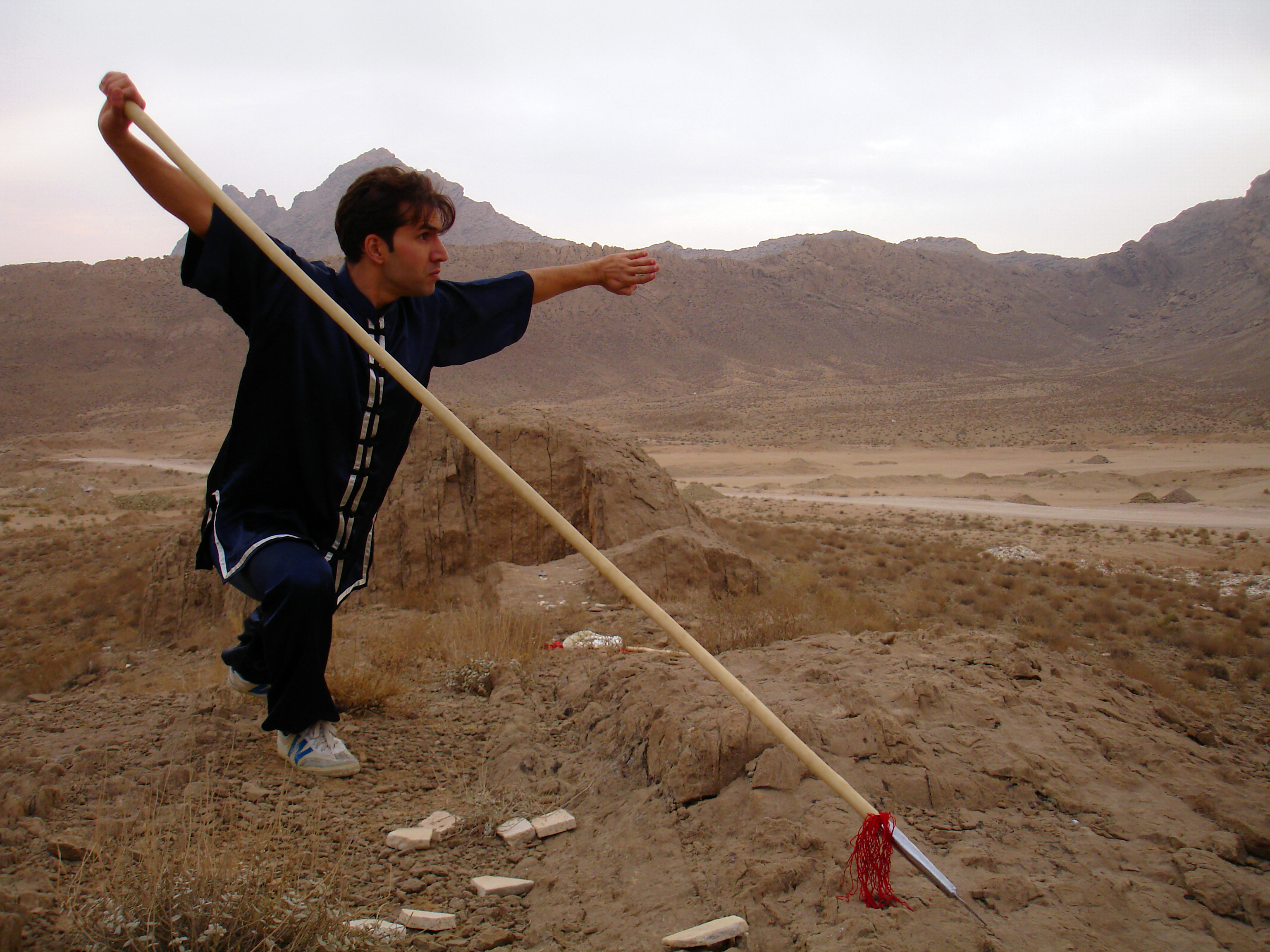
Un artista marcial iraní usando una lanza (qiang).

Qiang (en chino tradicional, 槍; en chino simplificado, 枪; pinyin, qīang) es el término Chino que designa una lanza. Es una de las cuatro armas principales empleadas en las Artes Marciales de China junto a la vara, el sable y la espada, conocido en este grupo como el "Rey de todas las armas".
- Datos: Q2489216